# Matt Padron
Matt Padron (San Antonio, 23 gennaio 1984) è un ex giocatore di football americano statunitense, che ha giocato come offensive lineman.
Dopo aver giocato per le squadre universitarie statunitense degli Arizona Wildcats e dei Texas State Bobcats non ha proseguito la carriera nel football giocato, ad eccezione della partecipazione al mondiale 2007 con la nazionale che ha vinto il titolo.

## Palmarès
- 1 Mondiale (2007)